# Michel Batisse
Michel Batisse, né à Châteauroux le 3 avril 1923 et décédé à Paris 18e le 27 septembre 2004, est un scientifique français, ancien sous-directeur général (sciences) de l'UNESCO.
Ingénieur et physicien, Michel Batisse a contribué pendant plus d’un demi-siècle, à l’architecture et au développement des programmes de l’UNESCO sur l'environnement et les ressources naturelles.
Selon les termes de Françoise Rivière, sous-directeur général de l’UNESCO, Michel Batisse était « un des premiers à avoir réfléchi sur une vision intégrée de la gestion de l’environnement et surtout l’un des fondateurs du concept de développement durable. Il a su ainsi, avec une grande prescience, comprendre les liens entre science et environnement, développement et patrimoine, nature et culture ».

## Biographie
Michel Batisse est ingénieur diplômé de École centrale des arts et manufactures en 1946, Docteur ès Sciences Physiques à la Sorbonne en 1951 et licencié de la Faculté de droit de Paris en 1949.
Il occupe au Caire son premier poste à l'UNESCO comme conseiller scientifique pour le Moyen-Orient. Coordinateur du projet majeur sur les terres arides, il est responsable de la planification et de la mise en œuvre d'un programme de recherche sur les régions arides et semi-arides d'Afrique du Nord, du Moyen-Orient et de l'Asie méridionale.
En 1965, il est responsable de la préparation et de l'organisation de la Décennie hydrologique internationale.
En 1968, il convainc l'UNESCO d'organiser une conférence internationale sur l'utilisation des ressources naturelles et leur conservation. Deux notions apparemment antinomiques. Il est désigné secrétaire général de la « Conférence de la Biosphère », pionnière du genre. Le mot « biosphère » entre désormais dans le langage courant. Michel Batisse est l'initiateur du Programme sur l'homme et la biosphère (MAB) qui réussira à créer un vaste réseau mondial de réserves protégées afin de concilier le développement des populations locales et la préservation de la nature.

Man and Biosphère

La voie est ouverte à la Conférence des Nations unies sur l’environnement, tenue à Stockholm en 1972 qui place pour la première fois les questions écologiques au rang de préoccupations internationales.

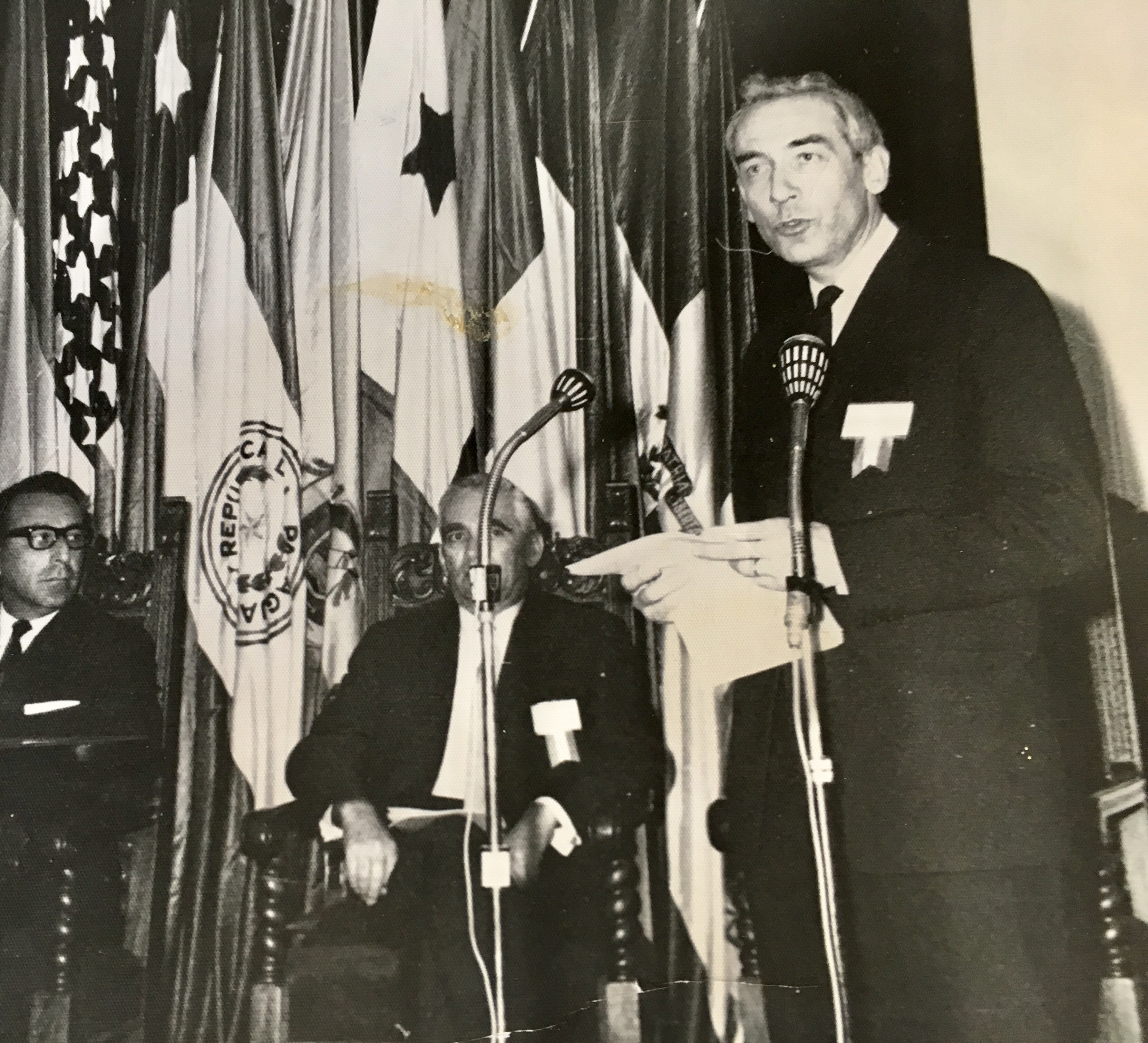
Conférence de Stockholm 1972

Michel Batisse a joué un rôle essentiel dans la préparation et la négociation de la Convention du patrimoine mondial de 1972, en veillant à assurer une place à part entière au patrimoine naturel. Il raconte la création de ce programme de l'UNESCO, avec son collègue Gérard Bolla dans un cahier d'Histoire de l'association des anciens fonctionnaires de l'UNESCO, publiée en 2003. 
Un succès notable, compte tenu de l'opposition d’une partie de la communauté internationale au fait d’associer au sein d’un seul instrument international la protection d'exemples exceptionnels du patrimoine culturel et naturel. Les concepts de « Nature et Culture », séparés, voire opposés pendant des siècles se réconciliaient dans une relation de complémentarité au service de la sauvegarde du patrimoine de l'humanité.
En tant que sous-directeur général (Sciences) de 1972 à 1984, Michel Batisse s’est vu confier la responsabilité de promouvoir et coordonner les programmes de l’UNESCO relatifs aux sciences de l'environnement et aux ressources naturelles.
Dans le cadre du Programme des Nations unies pour l’environnement, il est président du Plan Bleu, Plan d'action pour la Méditerranée de 1985 à 2004.
Il a été membre du conseil d’administration de l'ONG Conservation International depuis 1989.
Coauteur du rapport de 1989 : « Le Plan Bleu : avenirs du bassin méditerranéen », directeur de la publication des fascicules du Plan Bleu. Il a œuvré pour l’élargissement de la Convention de Barcelone au littoral et présidé le Comité d’orientation du rapport « Méditerranée, les perspectives du Plan Bleu sur l’environnement et le développement » publié en 2005.
Michel Batisse a reçu en 2000 le prix Sasakawa du Programme des Nations unies pour l'Environnement.
Il a été membre du conseil d’administration de  Conservation International depuis 1989.

## Prix Michel Batisse

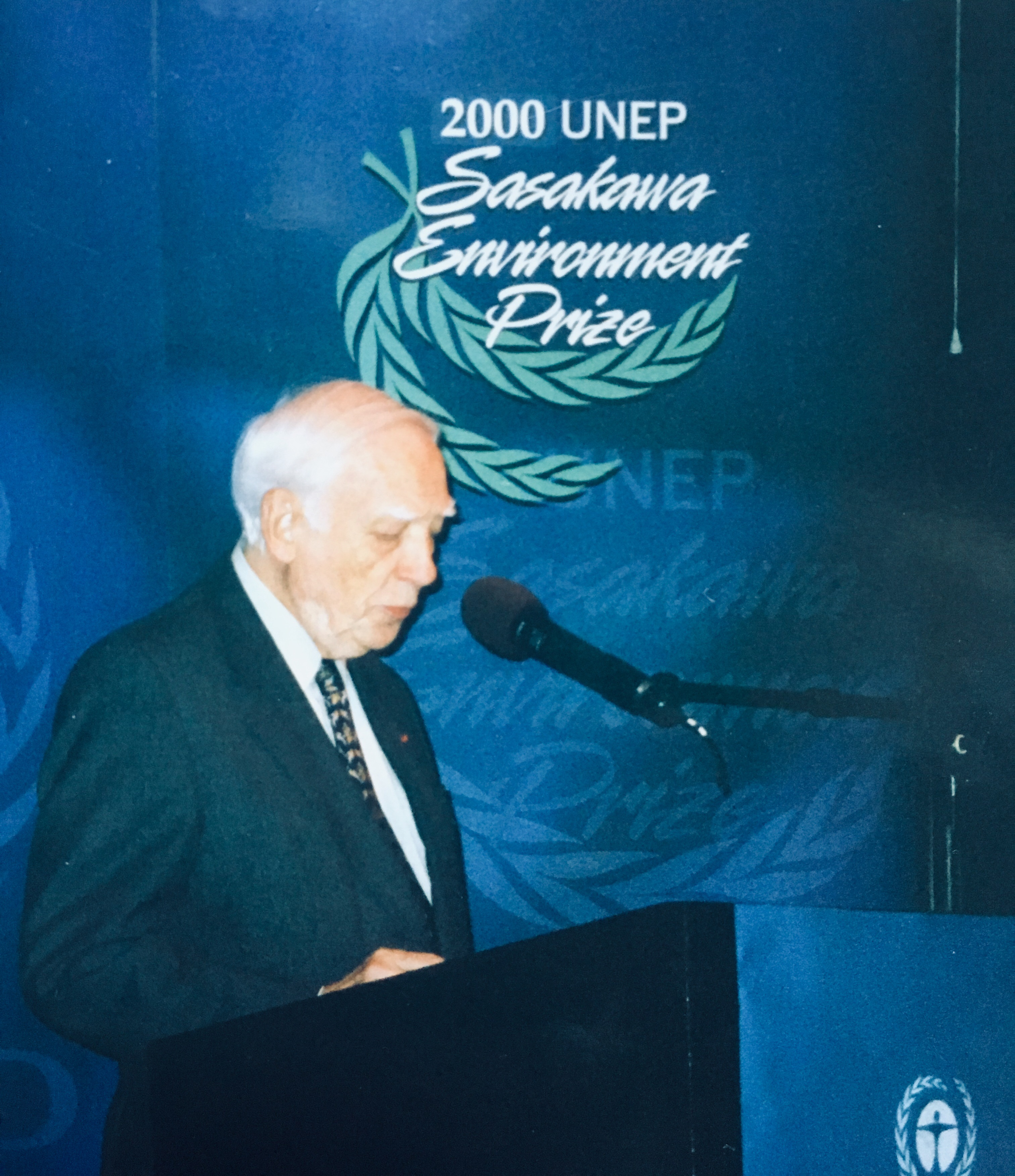
ONU 2000 : remise du Prix Sasakawa

En 2005, l'UNESCO a établi une bourse en matière de gestion de réserve de biosphère à la mémoire de Michel Batisse. Dans ce cadre, les efforts qui seront déployés pour gérer les réserves de biosphère selon la Stratégie de Séville pourront être reconnus au niveau international et récompensés périodiquement (tous les 2 ans) par la "Bourse Michel Batisse en matière de gestion de réserve de biosphère".